# 利布欣

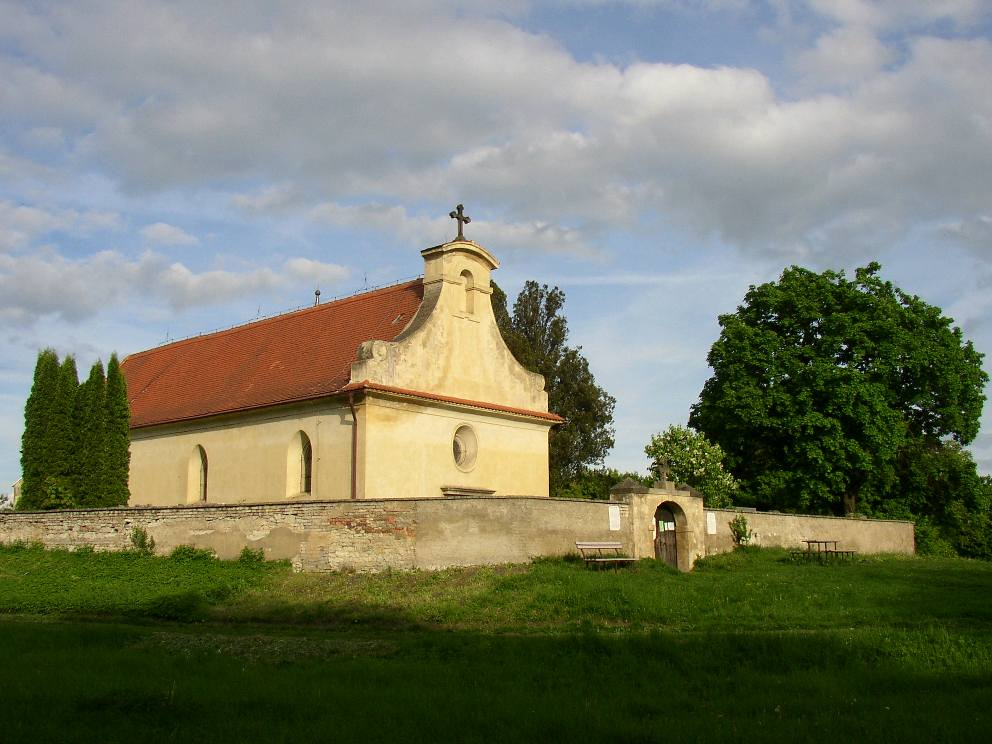

利布欣是捷克的城鎮，位於該國西部，距離克拉德諾約4公里，由中波希米亞州負責管轄，面積9.47平方公里，海拔高度317米，該地區自公元6至7世紀有人類居住，2011年人口有3,026。

## 外部連結
- Municipal website（页面存档备份，存于）